# A medál (Így jártam anyátokkal)
A medál (eredetileg angolul The Locket) az Így jártam anyátokkal című televízió-sorozat kilencedik évadjának első, évadnyitó epizódja. Először 2013. szeptember 23-án vetítették az Amerikai Egyesült Államokban, míg Magyarországon 2014. március 24-én.
Ebben az epizódban az esküvőjükre induló Robin és Barney meghökkentő családi titokra derít fényt. Felkerül egy kép az internetre, ami tönkreteheti Marshallt. Lily arról próbálja meggyőzni Tedet, hogy engedje el Robint.

## Cselekmény
Péntek délelőtt 11 óra van, 55 órával az esküvő előtt. Lily és Ted autóval mennek a Farhampton fogadóba, bár Ted vezetési szokásai kiborítóak (lassan megy, kesztyűt visel, és a látnivalók mellett elkezd róluk beszélni). Robin és Barney limuzinnal mennek, amit Ranjit vezet. Útközben a meghívott vendégekről is beszélgetnek, és kiderül, hogy mindkettejüknek van egy Mitch nevű unokatestvére, akik nagyon hasonlóak, és emiatt pánikba esnek, hogy ha egy és ugyanaz a személy, akkor ők rokonok. Kétségbeesnek és megpróbálnak utánajárni a rokonságnak. Később kiderül, hogy Mitchet örökbe fogadták, miután a szülei meghaltak. Mindketten megnyugszanak, majd Barney kijelenti, hogy most már minden megoldódott, és az esküvőjük fergeteges lesz. Viszont nem mondja, hogy "most figyelj", mondván, hogy most már itt van neki Robin, és nem kell többé másra figyelnie.
Eközben Marshall és Marvin a repülőn ülnek, úton az esküvőre. Marshall ideges, mert nem tudja, hogy mondja meg Lilynek, hogy elfogadta azt a bírói állást. Hangosan tépelődik és ezzel felbosszantja a mellette ülő nőt, Daphne-t. Ha ez még nem lenne elég, épp a felszállás előtt kap egy értesítést a telefonjára: az anyja feltöltött egy képet a netre, amin a kis Marvin látható és mellette a felirat, hogy Marshallból bíró lesz. Márpedig ha ezt ő megkapta, akkor Lily is meg fogja. Valóban értesítést kapott róla, de Lily nem akarja megnézni, mert elege van abból, hogy az anyósa olyan fotókat posztol, amelyekkel direkt módon célozgat arra, hogy nem kellene Rómába menniük. Ráadásul Ted is felbosszantja a fura szokásaival, ezért kiteteti magát a vasútállomáson, mert vonattal megy inkább tovább. Marshall felhívja az anyját, hogy törölje a képet, de ő nem ért hozzá, így Marshall egyre ingerültebb lesz, A stewardess felhívja a figyelmét, hogy ki kell kapcsolnia a mobilját indulás előtt, de nem teszi. Daphne erőszakkal akarja elvenni tőle, hogy felszállhassanak végre, amin összevesznek, és végül mindkettejüket leszállítják a gépről.
A reptéren Marshall megkapja az anyja jelszavát, hogy beléphessen a fiókjába, de még a reptéri munkatársak segítségével sem tudja kitalálni, hogyan kell törölni a fotót.
Lily a vonaton teljesen véletlenül találkozik az Anyával, aki megkínálja sütivel. Beszélgetni kezdenek, és sok minden szóba kerül. Megemlítik Tedet (érdekes módon az Anya ugyanazokat a vezetési szokásokat tartja), és amikor Lily felteszi a kérdést, hogy miért viselkedett ilyen furán, az Anya rámutat, hogy bizonyára azért, mert azt akarta, hogy szálljon ki az autóból. Lily nem tudja, Ted miért tenne ilyet, de aztán eszébe jut a medál. Pár nappal korábban Ted azt mondta neki, hogy az nem volt a versenyautó formájú tolltartóban. Lily örül ennek, mert az a medál csak problémát jelentene, hiába állítja Ted, hogy csak baráti gesztus lenne részéről az átadása, szerinte azt akarja elérni, hogy Robin visszamenjen hozzá. Már épp lemondana róla, amikor Tednek eszébe jut, hogy valószínűleg Stellánál lehet. Írt neki egy e-mailt, amiből kiderült, hogy Los Angelesbe költözött, és hogy valószínűleg az ottani raktárában lehet valahol a kacatok közt. Ted megígéri, hogy nem csinál hülyeséget és nem utazik el csak a medál miatt.
Lily megpróbálja felhívni Tedet, de nem veszi fel a telefont, ezért aztán azon van, hogy előbb érjen a fogadóba, mint Ted. Azt mondja, hogy ideges és látnia kell Marvin fotóját, de az Anya azt mondja neki, hogy ragaszkodott ahhoz, hogy ne nézze meg, ezért elveszi tőle a készüléket, amin összevesznek. Végül bocsánatot kérnek egymástól, és Lily megnézi a fotót. De az addigra eltűnik, mert a repülőtéren Marvin egy véletlen mozdulattal törli azt. Ez csak felzaklatja Lilyt, így az Anya vigasztalja meg.
Ted megérkezik egy ajándékkal a kezében a fogadóba, amit át készül adni Robinnak. Az utolsó pillanatban bevetődik Lily és leteperi őt. Ted akkor is feláll és átadja azt, amiben nem a medál van, hanem egy fénykép nyolc évvel korábbról. Robint meghatja a fotó. Lily közli, hogy Marshallék gépe felszállt, és hamarosan megérkeznek. Valójában már csak egyetlen gép indult New Yorkba, és azon csak egyetlen ülőhely van, így versenyezniük kell Daphne-val, hogy ki ér oda hamarabb.
Eközben a fogadóban Lily bocsánatot kér Tedtől, és megkéri, hogy ne csináljon semmi hülyeséget a hétvégén. Ted megígéri, hogy nem fog. Csakhogy egy visszaemlékezésben azt láthatjuk, hogy négy nappal korábban elutazott Los Angelesbe...

## Kontinuitás
- Lily ismét a „számomra halott vagy” nézést használja.
- Barney megemlíti, hogy negyedrészt kanadai („A lotyós tök visszatér”).
- Lily reméli, hogy a vonata nem lesz tele részeg idiótákkal („A piás vonat”).
- Barney a „Farhampton” című epizódban is egy medvét szeretett volna az esküvőjén látni.
- Marshall a „Valami új” című részben fogadta el a bírói állást.

## Jövőbeli visszautalások
- Az Anya a „Basszgitáros kerestetik” című részben kesztyűben vezeti az autót.
- Valóban medvével készült Barney az esküvőre („Az oltár előtt”).
- A „Margaréta” című részből kiderül, hogy Lily részben azért stresszel, mert újra terhes.
- Lily az „Anyu és apu” című részben újra vetődik egyet.
- A „Napfelkelte” című részből derül ki, mit csinált Ted Los Angelesben.
- Ted végül megtalálja a medált, és „Az oltár előtt” című részben vissza is akarja adni Robinnak.

## Érdekességek
- Marshall anyja elvileg betárcsázós internetet használ, ami azt jelenti, hogy a vezetékes telefonon nem telefonálhatott volna egyidejűleg.
- Akárcsak a „Most már döntetlen” című epizódban, megfigyelhető, hogy Ranjit tekeri a kormányt, de az autó nem megy semerre.
- Ebben az epizódban jelenik meg először az Anya, a stáblistában is nevesítetten. Lily az első személy a bandából, aki találkozik vele (valójában Barney az, a „Barátos” című rész alapján).
- Ebben az epizódban jelenik meg először a Farhampton fogadó.
- A fénykép, amit Ted átad Robinnak, ugyanaz a fotó, ami a sorozat nyitó képsoraiban látható.
- Az epizód elején Marshall háta mögött egy Velencét és New Yorkot ábrázoló poszter látható, célozva arra, hogy Olaszország és a New York-i bírói állás közt kell dönteniük.

## Vendégszereplők
- Wayne Brady – James Stinson
- Sherri Shepherd – Daphne
- Marshall Manesh – Ranjit
- Suzie Plakson – Judy Eriksen

## Zene
- Kenny Rogers & Dolly Parton: Islands In The Stream
- The Solids: Across The Overpass

## Fordítás
Ez a szócikk részben vagy egészben  a   The Locket (How I Met Your Mother) című angol Wikipédia-szócikk ezen változatának fordításán alapul.  Az eredeti cikk szerkesztőit annak laptörténete sorolja fel. Ez a jelzés csupán a megfogalmazás eredetét és a szerzői jogokat jelzi, nem szolgál a cikkben szereplő információk forrásmegjelöléseként.